# Mélicocq
 Mélicocq  es una población y comuna francesa, en la región de Picardía, departamento de Oise, en el distrito de Compiègne y cantón de Ribécourt-Dreslincourt.

## Demografía
| 384 | 403 | 419 | 473 | 587 | 656 |
| Para los censos de 1962 a 1999 la población legal corresponde a la población sin duplicidades (Fuente: INSEE [Consultar]) |     |     |     |     |     |